# Thomson (Illinois)
Thomson és una vila dels Estats Units a l'estat d'Illinois. Segons el cens del 2000 tenia 559 habitants.

## Demografia
Segons el cens del 2000, Thomson tenia 559 habitants, 234 habitatges, i 160 famílies. La densitat de població era de 97,7 habitants/km².
Dels 234 habitatges en un 24,8% hi vivien nens de menys de 18 anys, en un 56,8% hi vivien parelles casades, en un 9,8% dones solteres, i en un 31,2% no eren unitats familiars. En el 27,8% dels habitatges hi vivien persones soles el 14,5% de les quals corresponia a persones de 65 anys o més que vivien soles. El nombre mitjà de persones vivint en cada habitatge era de 2,39 i el nombre mitjà de persones que vivien en cada família era de 2,87.
Per edats la població es repartia de la següent manera: un 23,6% tenia menys de 18 anys, un 8,2% entre 18 i 24, un 24,2% entre 25 i 44, un 23,3% de 45 a 60 i un 20,8% 65 anys o més.
L'edat mediana era de 41 anys. Per cada 100 dones de 18 o més anys hi havia 85,7 homes.
La renda mediana per habitatge era de 36.667 $ i la renda mediana per família de 41.250 $. Els homes tenien una renda mediana de 39.000 $ mentre que les dones 22.143 $. La renda per capita de la població era de 17.261 $. Aproximadament el 4,5% de les famílies i el 6,7% de la població estaven per davall del llindar de pobresa.

## Poblacions properes
El següent diagrama mostra les poblacions més properes.